# Кубинський песо

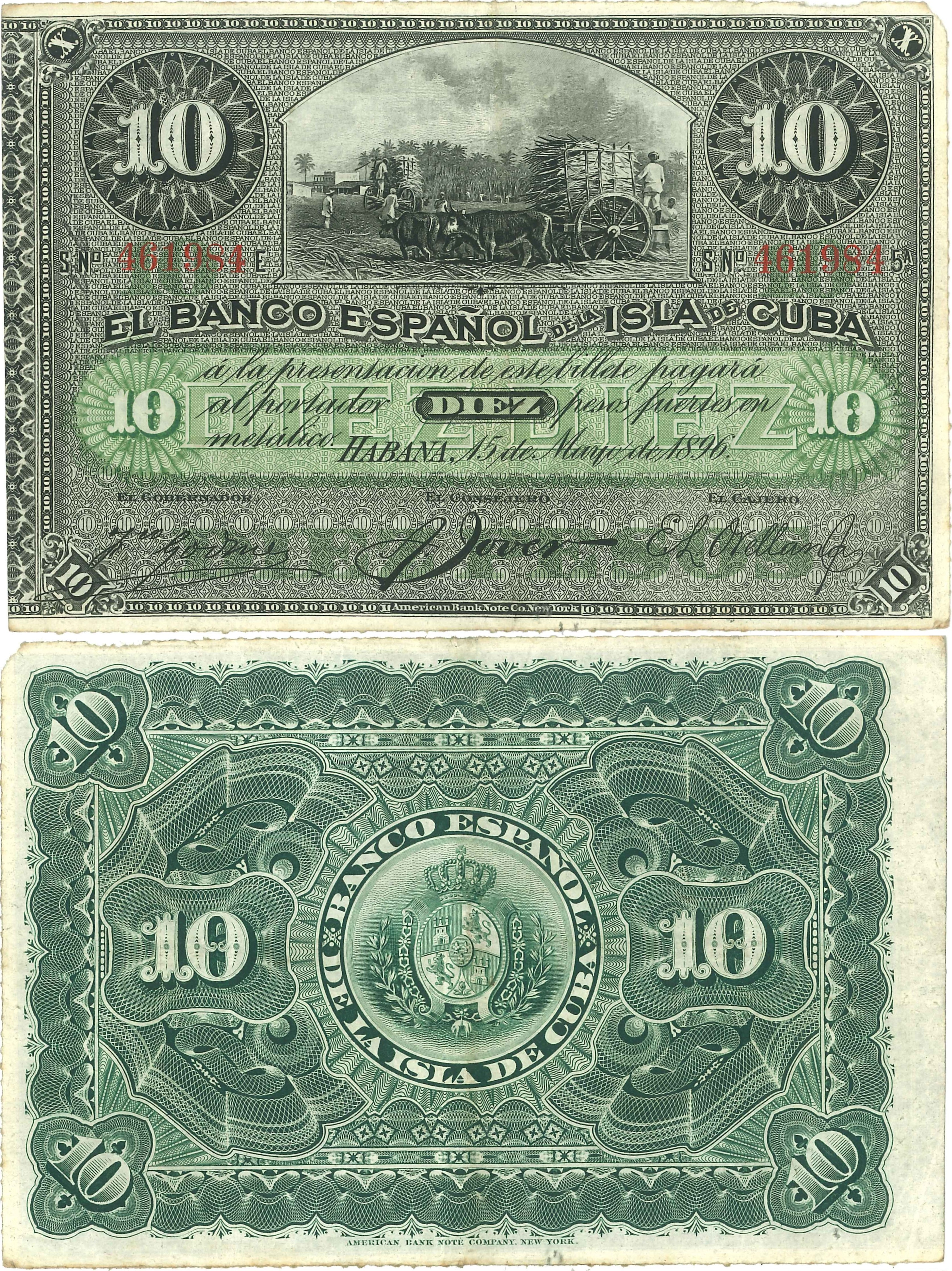
Банкнота в кубинських 10 песо. 1896 року

Кубинський песо (ісп. Peso cubano) — один з двох видів валюти, що перебуває в офіційному обігу на Кубі. Одне песо поділяється на 100 сентаво. Другим видом валюти є обмінний кубинський песо (CUC), який відрізняється наявністю обов'язкового напису «convertible» і використовується переважно в туристичній галузі.
Кубинський песо є основним платіжним засобом на Кубі, призначеним для внутрішнього обігу і використовується переважно місцевим населенням. Працівники державних установ Куби отримують лише частину заробітної плати в обмінних песо, а основну частину звичайними кубинськими песо. Продовольчі магазини виконують розрахунок звичайними неконвертованими песо. У той час як у так званих «доларових магазинах» використовується обмінні песо.

## Історія
До 1857 року, на Кубі використовували іспанські та іспанські колоніальні реали. З 1857 на Кубі стали випускатися банкноти для використання тільки на острові. Вони були номіновані в песо, 1 песо = 8 реалів. З 1869 також були випущені банкноти номіновані в сентаво, 100 сентаво = 1 песо. У 1881 песо був прив'язаний до американського долара в курсі 1=1. Валюта як і раніше мала тільки банкноти аж до 1915, коли були випущені перші монети.
В 1960 валюта була відв'язана від долара, якого змінив радянський рубль. Песо втратив свою вартість через введення санкцій США і призупинення закупівель цукру. Останнє стало головною причиною перемикання Куби на нового економічного партнера — СРСР.
Після розпаду СРСР в 1991, песо знову сильно втратив у вартості й обмінний курс впав до 125 песо за долар.